# Heartbreaker (álbum)
Heartbreaker es el séptimo álbum de estudio de la cantautora rumana Inna. Se estrenó en formato streaming en YouTube y SoundCloud a través de Global Records el 27 de noviembre, y se publicó en las plataformas digitales el 4 de diciembre de 2020 bajo el mismo sello. Es un disco dance pop con influencias latinas, del medio este y EDM, que significó un gran cambio por parte de la cantante en comparación con su álbum previo Yo (2019), que presentó estilos de música experimental y gitana. 
La grabación de Heartbreaker se realizó en un lapso de tres semanas, en los que la intérprete trabajó con su equipo de producción conformado por los artistas rumanos Sebastian Barac, Marcel Botezan, David Ciente, Alexandru Cotoi y Minelli; la cantante creó un videoblog en su canal oficial en YouTube con el fin de documentar el proceso. De acuerdo con la profesional, la idea original era lanzar un EP bajo el título Dance Queen's House, proyecto que fue cancelado tras la grabación de 50 canciones candidatas para el disco. De Heartbreaker, se desprenden dos sencillos, «Flashbacks» y «Maza». El primero obtuvo un desempeño comercial favorable; alcanzó el puesto número uno en Bielorrusia y Rusia, y el top 10 en Bulgaria, la Comunidad de Estados Independientes, Rumania y Ucrania.

## Antecedentes
En el mes de mayo de 2019, Inna lanzó su sexto álbum de estudio, Yo, de la mano de los sellos discográficos Global Records y Roc Nation. Con canciones escritas únicamente en español, la artista tomó el control creativo completo del disco y trabajó ampliamente con el productor rumano David Ciente. La propia intérprete describió el contenido de Yo como «influenciado por la música experimental y gitana»; un alejamiento de sus trabajos previos orientados al género EDM. El estreno de «Bebe» en noviembre de 2019, el cuarto sencillo número uno de Inna en la lista Airplay 100, marcó su regreso a la música dance y fue sucedido por una serie de sencillos con estilo house.

## Creación y lanzamiento

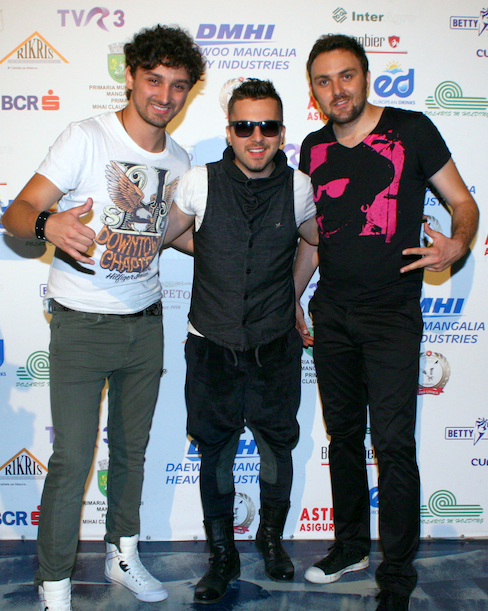
Marcel Botezan (el primero a la izquierda) y Sebastian Barac (el tercero a la derecha) trabajaron ampliamente en la creación del álbum.

La grabación de Heartbreaker se realizó en un lapso de tres semanas durante el mes de noviembre de 2020 en una residencia de Bucharest, donde la cantante trabajó con su equipo de producción conformado por los artistas rumanos Sebastian Barac, Marcel Botezan, Ciente, Alexandru Cotoi y Minelli. Inna creó un videoblog en su canal oficial en YouTube que duró entre el 3 y 21 de noviembre de 2020 con el fin de documentar el proceso. Según la intérprete, la idea original era lanzar un EP con el título Dance Queen's House el 20 de noviembre de 2020.
La edición de su videoblog del 19 de noviembre contó con la participación de la cantante rumana Antonia, lo que llevó a especular que el disco incluiría una colaboración entre ambas artistas. En la misma ocasión, Inna reveló que estrenaría su séptimo álbum el 27 de noviembre, confirmando así la cancelación del EP tras la grabación de 50 canciones candidatas para el disco. En la edición de su videoblog del 21 de noviembre, Inna organizó una reunión para sus fanáticos a través de la plataforma Zoom con el fin de enseñarles las maquetas de las canciones elegidas para el álbum; la mezcla y masterización se realizó en la semana siguiente.
«Madja Jadja», la primera versión del tema «Maza Jaja», se publicó en SoundCloud el 22 de noviembre. Inna reveló el nombre definitivo del álbum, Heartbreaker, junto con una lista de canciones preliminar a través de sus redes sociales el 27 de noviembre. En esa misma fecha, el disco se estrenó en formato streaming a través de YouTube y SoundCloud, y más tarde en formato digital el 4 de diciembre de 2020. Global Records se encargó de la publicación del disco, y las diez pistas musicales se lanzaron como sencillos promocionales el 4 de diciembre.

## Composición y recepción
Bradley Stern, de MuuMuse, describió a Inna como «sólida» y «prolífica»; además, elogió su decisión de construir una nueva temática para Heartbreaker y por no incluir sus sencillos lanzados durante el mismo año. Stern comentó que la estrategia para el estreno del disco fue una «gran movida» y concluyó que: «como el disco salió antes del conteo Spotify Wrapped 2020 creo que emitiré una petición dirigida a Change.org para que Spotify realize un nuevo resumen musical». Con una duración de aproximadamente 30 minutos, Heartbreaker es un álbum dance pop con influencias latinas, del medio este y EDM, que contiene canciones escritas tanto en inglés como en español. El disco empieza con los temas «Maza Jaja», que contiene influencias de la música árabe y reguetón, y «One Reason»; con respecto a este último, Stern afirmó que «debería formar parte de la banda sonora de alguna discoteca rusa destinada a reproducir únicamente pistas del género deep house».
Manuel Probst, de Dance-Charts, elogió el álbum por su sonido de «primera categoría» y comentó que «Flashbacks» era su canción favorita; también indicó la presencia de un ambiente «atmosférico», un loop de piano y un grave brasileño en su composición. Stern etiquetó a «Flashbacks» como una pista «dramática» y comparó a «Beautiful Life» con los trabajos de la cantante danesa Medina. La canción en español «Gucci Balenciaga» incluye palabras explícitas, y es sucedida por «Heartbreaker»; Alex Stănescu, de InfoMusic, seleccionó esta última como «la pista destacada» del disco, y señaló su inspiración en el estilo oriental, así como el uso de un sintetizador y voces adicionales. Stern comparó a «Sunset Dinner» con «Change Your Mind (No Seas Cortes)» de Britney Spears, perteneciente a su álbum Glory (2016), y afirmó que el tema final, «Thicky», «se destaca por encima del resto». También, lo describió como un «himno de baile hipnótico», «un digno sucesor del sencillo In The Dark (2011) de la cantante Dev» y «una obra de arte que enorgullecería a artistas como la rapera británica Nadia Oh».

## Promoción y sencillos
En febrero de 2021, diversos medios revelaron que «Flashbacks» se estrenó como el primer sencillo de Heartbreaker; durante el mismo mes, se lanzó el vídeo oficial de la canción. Tras ingresar en la lista de Shazam en Rusia, el tema obtuvo un desempeño comercial favorable en el país, donde alcanzó el puesto número uno. «Flashbacks» también encabezó las listas en Bielorrusia, y logró posicionarse en el top 10 en Bulgaria, la Comunidad de Estados Independientes, Rumania y Ucrania. Después de promocionar el tema «Maza Jaja» en el programa Selly Show, en los Artists Awards 2020 y en el Festival Untold, la artista estrenó una versión remasterizada de la canción, titulada «Maza», como el segundo sencillo del álbum el 11 de junio de 2021 junto con un video musical. Poco después, se publicaron dos versiones del tema: una en francés que cuenta con la participación de Black M, y otra que tiene a Thutmose como artista invitado.

## Lista de canciones
Todos los temas fueron escritos por Elena Alexandra Apostoleanu (Inna), Luisa Luca (Minelli), Sebastian Barac, Marcel Botezan y David Ciente; los tres últimos se encargaron de la producción.
| Heartbreaker          |                    |          |  |
| N.º                   | Título             | Duración |  |
| 1.                    | «Maza Jaja»        | 3:20     |  |
| 2.                    | «One Reason»       | 3:08     |  |
| 3.                    | «Flashbacks»       | 2:57     |  |
| 4.                    | «Beautiful Lie»    | 3:00     |  |
| 5.                    | «Gucci Balenciaga» | 2:50     |  |
| 6.                    | «Heartbreaker»     | 3:00     |  |
| 7.                    | «Sunset Dinner»    | 2:52     |  |
| 8.                    | «You and I»        | 2:46     |  |
| 9.                    | «Thicky»           | 3:04     |  |
| 10.                   | «Till Forever»     | 3:10     |  |
| Duración total: 30:12 |                    |          |  |

## Historial de lanzamiento
| País  | Fecha                   | Formato          | Discográfica | Ref.   |
| ----- | ----------------------- | ---------------- | ------------ | ------ |
| Mundo | 27 de noviembre de 2020 | Streaming        | Global       | [ 28 ] |
| Mundo | 4 de diciembre de 2020  | Descarga digital | Global       | [ 29 ] |